# Вербсько-Мурована сільська рада
Ве́рбсько-Муро́вана сільська́ ра́да — колишня адміністративно-територіальна одиниця та орган місцевого самоврядування в Ярмолинецькому районі Хмельницької області. Адміністративний центр — село Вербка-Мурована.

## Загальні відомості
- Територія ради: 31,78 км²
- Населення ради: 611 особа (станом на 2001 рік)
- Територією ради протікає річка Лебедівка

## Населені пункти
Сільській раді були підпорядковані населені пункти:
- с. Вербка-Мурована
- с. Лебедівка

## Склад ради
Рада складалася з 14 депутатів та голови.
- Голова ради: Ядуха Василь Іванович
- Секретар ради: Ращик Галина Михайлівна

### Керівний склад попередніх скликань
| Прізвище, ім'я, по батькові | Основні відомості                                                         | Дата обрання | Дата звільнення |
| --------------------------- | ------------------------------------------------------------------------- | ------------ | --------------- |
| Ядуха Василь Іванович       | Сільський голова, 1947 року народження, освіта вища, безпартійний         | 26.03.2006   | 15.12.2009      |
| Ядуха Василь Іванович       | Сільський голова, 1947 року народження, освіта вища, член Партії регіонів | 31.10.2010   |                 |

Примітка: таблиця складена за даними сайту Верховної Ради України

### Депутати
За результатами місцевих виборів 2010 року депутатами ради стали:

#### За суб'єктами висування
| Суб'єкт висування | Кількість обраних депутатів | %    |
| ----------------- | --------------------------- | ---- |
| Самовисування     | 12                          | 85,7 |
| Партія регіонів   | 2                           | 14,3 |

#### За округами
| № округу        | Прізвище, ім'я, по батькові    | Дата визнання обраним | Освіта             | Партійна приналежність | Відомості про обраного депутата                                 |
| --------------- | ------------------------------ | --------------------- | ------------------ | ---------------------- | --------------------------------------------------------------- |
| Партія регіонів |                                |                       |                    |                        |                                                                 |
| 2               | Качанюк Валентина Степанівна   | 05.11.2010            | середня            | позапартійна           | Вербсько — Мурована сільська рада, бухгалтер                    |
| 9               | Галзман Євгена Іванівна        | 05.11.2010            | середня спеціальна | позапартійна           | Ярмолинецьке СЛГ «Агроліс», лісник                              |
| Самовисування   |                                |                       |                    |                        |                                                                 |
| 1               | Ращик Галина Михайлівна        | 05.11.2010            | середня спеціальна | позапартійна           | Вербсько — Мурована сільська рада, секретар                     |
| 3               | Сов'юк Людмила Петрівна        | 05.11.2010            | середня            | позапартійна           | Вербсько- Мурований фельдшерсько-акушерський пункт, завідувачка |
| 4               | Вікарна Тетяна Петрівна        | 05.11.2010            | середня            | позапартійна           | Вербсько — Мурована сільська рада, землевпорядник               |
| 5               | Лужняк Василь Федорович        | 05.11.2010            | середня            | позапартійний          | пенсіонер                                                       |
| 6               | Стойко Володимир Володимирович | 05.11.2010            | середня спеціальна | позапартійний          | тимчасово не працює                                             |
| 7               | Онищук Євгена Михайлівна       | 05.11.2010            | середня            | позапартійна           | тимчасово не працює                                             |
| 8               | Гесаль Ніна Олександрівна      | 05.11.2010            | середня спеціальна | позапартійна           | пенсіонер                                                       |
| 10              | Лужняк Галина Іванівна         | 05.11.2010            | середня спеціальна | позапартійна           | приватний підприємець                                           |
| 11              | Ядуха Людмила Антонівна        | 05.11.2010            | вища               | позапартійна           | пенсіонер                                                       |
| 12              | Масловсьеа Марія Василівна     | 05.11.2010            | середня            | позапартійна           | тимчасово не працює                                             |
| 13              | Корольчук Володимир Максимович | 05.11.2010            | середня спеціальна | позапартійний          | Ярмолинецький цех зв'язку, електромонтер                        |
| 14              | Лужняк Алла Григорівна         | 05.11.2010            | вища               | позапартійна           | Вербсько-Мурована загальноосвітня школа, вчитель                |